# B'z LIVE-GYM 2022 -Highway X-
『B'z LIVE-GYM 2022 -Highway X-』（ビーズ・ライブジム・ツーサウザンドトゥエンティツー・ハイウェイ・エックス）は、日本の音楽ユニット・B'zの映像作品。DVDとBlu-ray Discで発売。

## 概要
2022年5月14日から11月27日まで開催されたライブツアー『B'z LIVE-GYM 2022 -Highway X-』より、千秋楽となった11月27日のぴあアリーナMM公演の模様を完全収録。
発売初週で5.2万枚（DVD1.6万枚、Blu-ray3.6万枚）を売り上げ、6月22日に発表されたオリコン週間ミュージックDVD・BDランキングで通算7作目の初登場1位を獲得。

## 演奏

### メンバー
- 松本孝弘：ギター、プロデュース
- 稲葉浩志：ボーカル

### サポートメンバー
- Yukihide"YT"Takiyama：ギター
- 青山英樹 ：ドラム
- 川村ケン：キーボード
- 清：ベース

## 収録内容
1. SLEEPLESS
  - 空港の搭乗アナウンスのようなオープニングSEから曲に入る[9]。
2. Hard Rain Love
  - 恒例のMC「B'zのLIVE-GYMにようこそ！」に引き続いて演奏[9]。
3. ultra soul
  - 前曲からブレイクなしで演奏。曲の最後に青山のドラムソロが披露される。
4. イチブトゼンブ
5. 愛のバクダン
  - YTのギターソロから始まる。
6. Daydream
  - 稲葉によるアルバムについてのMCに続いて演奏[9]。
7. 山手通りに風
  - 稲葉がアコースティック・ギターを演奏[9]。
8. マミレナ
  - ステージ後方のスクリーンに歌詞が映し出される。
9. Thinking of you
  - 「見送ってくれた人」というフレーズを「待っててくれた人」に変更して演奏[9]。
  - フルサイズでの演奏は本ツアーが初[注 1]。
10. 裸足の女神
  - 曲が始まると稲葉がバックステージに移動し、その様子がスクリーンに映し出される。しかし、後ろ向きに歩いていたカメラマンが壁にぶつかりピントが合わなくなるトラブルが発生した[9]。
11. 漣 <sazanami>
  - 松本によるインストゥルメンタルのソロ楽曲。
12. Highway X
  - イントロ部分でステージ後方の照明セットが可動し、「X」の文字となる。
13. COMEBACK -愛しき破片-
  - 冒頭部分でドラマ『太陽にほえろ!』の「愛のテーマ」を演奏。
14. YES YES YES
  - 演奏前にメンバー紹介のMCが行われた。
15. 兵、走る
  - 前アルバム『NEW LOVE』からの選曲。
16. さまよえる蒼い弾丸
  - 前曲から繋がる形で演奏[9]。日替わりで「ギリギリchop」が演奏されていた。
17. リヴ
18. UNITE
  - 本編ラストナンバー[9]。
19. You Are My Best
  - ここからアンコール[9]。
20. 裸足の女神
  - 前述のトラブルを受けて、仕切り直しとして再度演奏された[9]。
21. ZERO
  - アンコールラストナンバー。